# Gina Hathorn
Georgina Melissa „Gina“ Hathorn, née le 6 juillet 1946 à Andover, est une skieuse alpine anglaise.

## Résultats sportifs

### Coupe du monde
- Résultat au classement général : 14e en 1967. : 17e en 1968. : 20e en 1969. : 26e en 1970. : 28e en 1971. : 36e en 1972.

### Championnats du monde de ski alpin
- Gardena 1970 slalom: 10e

### Jeux olympiques d'hiver
- Grenoble 1968 slalom: 4e
- Sapporo 1972 slalom géant: 14e slalom: 11e